# Davignac
Davignac (Davinhac auf Okzitanisch) ist eine französische Gemeinde mit 233 Einwohnern (Stand 1. Januar 2022) im Département Corrèze in der Region Nouvelle-Aquitaine. Die Einwohner nennen sich Davignacois(es).

## Geografie
Die Gemeinde liegt im Zentralmassiv auf dem Plateau de Millevaches und somit auch im Regionalen Naturpark Millevaches en Limousin.
Tulle, die Präfektur des Départements, liegt ungefähr 40 Kilometer südwestlich, Égletons etwa 10 Kilometer südwestlich und Ussel rund 20 Kilometer nordöstlich.
Nachbargemeinden von Davignac sind Ambrugeat im Norden, Meymac im Nordosten, Maussac im Osten, Soudeilles im Süden, Péret-Bel-Air im Südwesten sowie Bonnefond im Westen.
Das Gemeindegebiet wird von zahlreichen Bächen und kleinen Flüssen durchzogen, darunter die Dadalouze, ein Nebenfluss der Corrèze, und die Soudeillette, ein Nebenfluss der Luzège.

### Verkehr
Der Ort liegt ungefähr zehn Kilometer nordöstlich der Abfahrt 22 der Autoroute A89.

## Wappen
Beschreibung: In Rot ein goldener Hirsch.

## Einwohnerentwicklung
| Jahr      | 1962 | 1968 | 1975 | 1982 | 1990 | 1999 | 2007 | 2018 |
| Einwohner | 355  | 360  | 307  | 279  | 289  | 272  | 256  | 203  |

## Sehenswürdigkeiten

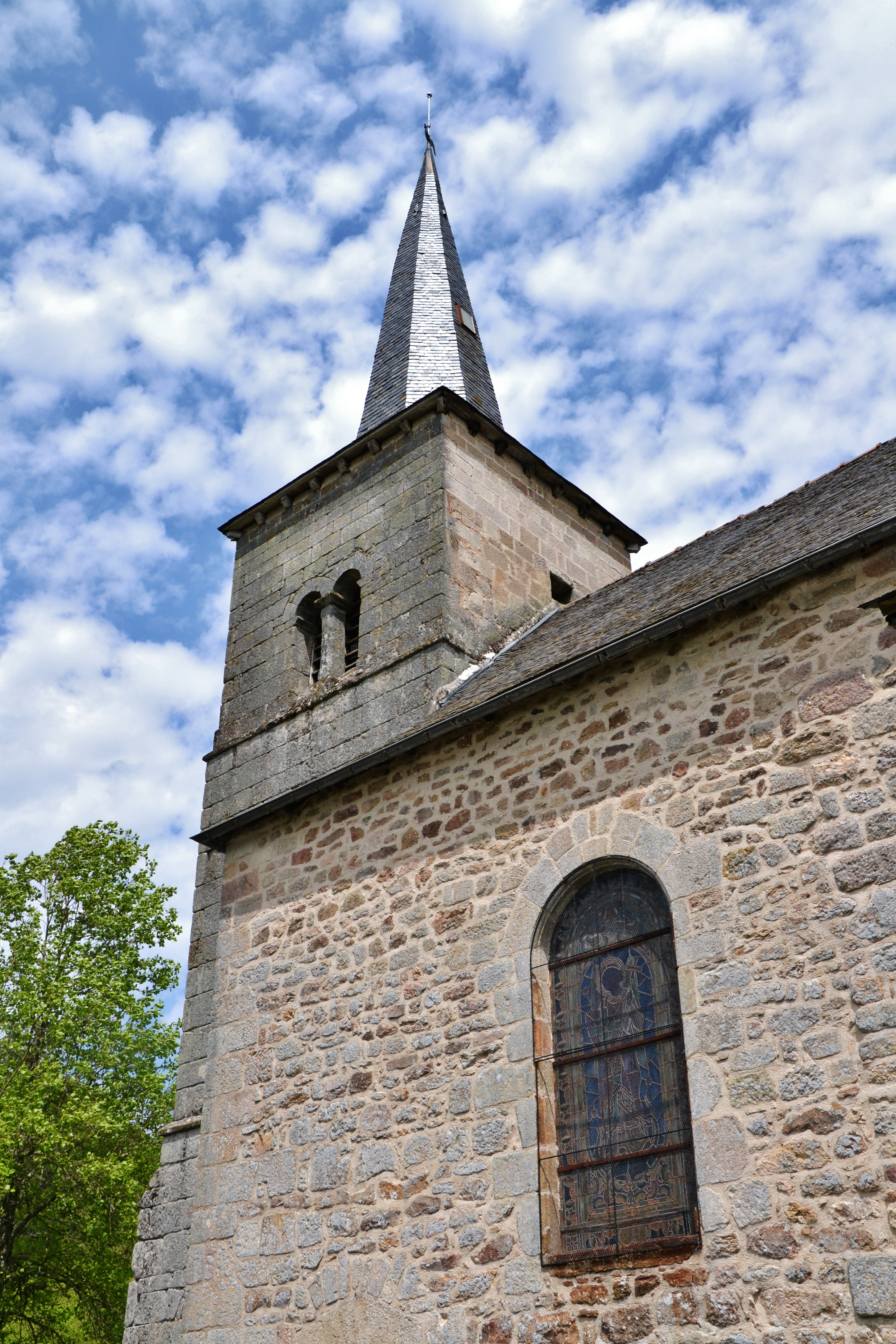
Kirche Saint Saturmin

- Die Kirche Saint Saturmin, ein Sakralbau aus dem 15. Jahrhundert mit einem bemerkenswerten Altarretabel aus dem 17. Jahrhundert[2]. Das Gebäude ist seit 1967 als Monument historique klassifiziert[3].
- Die Kapelle Notre-Dame aus dem 13. Jahrhundert, mit Bildern und Skulpturen aus dem 17. bis 19. Jahrhundert[4].